# Washington Capitals
Washington Capitals je hokejaški klub iz Landovera u američkoj saveznoj državi Marylandu.
Natječe se u NHL ligi od 1974. godine.
Domaće klizalište: 
- Capital One Arena

Klupske boje: crvena, bijela i plava

## Poznati igrači i treneri
- John Kordic

## Vanjske poveznice
Washington Capitals  Arhivirana inačica izvorne stranice od 23. listopada 2005. (Wayback Machine)